# Жюльен, Клод
Клод Жюлье́н (фр. Claude Julien; род. 23 апреля 1960, Блайнд-Ривер, Онтарио) — канадский хоккеист и тренер. В настоящее время входит в состав тренерского штаба «Сент-Луис Блюз». Ранее занимал должность главного тренера в «Монреаль Канадиенс», «Нью-Джерси Девилз» и «Бостон Брюинз». В Американской хоккейной лиге возглавлял «Балтимор Скайпъякс», «Канзас Сити Блейдс», «Монктон Хокс» и «Галифакс Цитадельс». В 2011 году вместе с «Брюинз» выиграл Кубок Стэнли.
Клод Жюльен был помощником главного тренера сборной Канады — Майка Бэбкока — во время зимней олимпиады 2014.

## Карьера игрока
Клод Жюльен начал свою карьеру в 1977 году в канадской юниорской хоккейной лиге в клубе «Ошава Дженералс», где он только одиннадцать попал в состав в первый год. В сезоне 1978/79 он перешёл в Уинсор Спитфайрс, где он впервые смог продемонстрировать свои качества. В сезоне 1979/80 он заработал 51 очко в 68 играх и в следующем сезоне перешёл в профессиональный хоккейный клуб «Порт Харон Флагс», который играет в Международной хоккейной лиги (IHL). Позже его приглашают в клуб Национальной хоккейной лиги Сент-Луис Блюз. Клод Жюльен проводит ближайшие два года в фарме Блюзов — «Солт-Лейк Голден Иглз». В августе 1983 года переходит Квебек Нордикс, клуба НХЛ. За Нордикс он сыграл всего 14 раз за два года, с 1984 по 1986 года. В остальное время, когда он не попадал в состав Нордикс, играл за фарм-клуб Квебека — Фредерикшен Экспресс, выступающей в АХЛ. Сезон 1987/1988 он начал в составе другого клуба АХЛ, Балтимор Скайпъякс. После окончания сезона перешёл в канадский клуб «Галифакс Цитадельс», где он сыграл свой самый лучший сезон в АХЛ. В том сезоне он набрал 60 очков в 79 играх. Через год Клод снова поменял команду. На этот раз он сменил Галифакс на американский клуб «Канзас Сити Блейдс». Проведя там один сезон, он перешёл в «Монктон Хокс», где и закончил свою карьеру игрока.

## Тренерская карьера
В 1996 году Жюльен вернулся в большой спорт и принял должность главного тренера «Халл Олимпикс» в главной юниорской хоккейной лиге Квебека. В своем первом сезоне с командой он выиграл Кубок Президента и Мемориальный кубок. Это случилось после того, как «Халл Олимпикс» два года подряд не смог попасть в плей-офф.
Летом 2000 года Клод Жюльен был представлен хоккейной общественности, как главный тренер фарм-клуба Монреаля — «Гамильтон Бульдогс». Первый сезон с новыми тренером Бульдоги заканчивают на последнем сезоне, а в следующем сезоне доходят до третьего раунда плей-офф АХЛ. В сезоне 2002/03, когда в половине регулярного чемптоната Бульдоги выигрывали 33 матча из 45, Монреаль назначил Жюльена главным тренером. Гамильтон Бульдогс без Клода Жюльена уступил в финале Кубка Колдера. Хотя Клод Жюльен руководил бульдогами только в 45 матчах из 80, ему и его преемнику, Джеффу Уорду, АХЛ вручила приз лучшим тренерам года — Луис Эй-Ар Пьери Мемориал Эворд.
В сезоне 2003/04 Монреаль с новым тренером одержал 41 победу и вышли в плей-офф, но проиграли во втором раунде. В сезоне 2005/06 в половине сезона появились сомнения о шансах Канадиенс попасть в плей-офф Кубка Стэнли, поэтому Клод Жюльен был уволен.
Летом 2006 года он заключил соглашение с Нью-Джерси Девилз. Хотя он выиграл 47 из 79 игр с командой, таким образом, обеспечив первое место в Атлантическом дивизионе и участия в плей-офф, Жюльен был уволен всего за три игры до конца регулярного сезона.

### Международная карьера
В 2000 году Жюльен завоевал бронзовую медаль в качестве главного тренера молодёжной сборной Канады на молодёжном чемпионате мира. Он также был помощником главного тренера на чемпионате мира 2006. Тогда Сборная Канады проиграла финнам в матче за третье место.

### В Бостоне

#### Сезон 2007/2008
22 июня 2007 года было подтверждена информация различными спортивными сайтами, которыми Жюльен был назван в качестве 28-го главного тренера Бостон Брюинз. В своем первом сезоне в Бостоне он вывел команду в плей-офф. Его команда боролась с проблемами на протяжении всего сезона, но это было в значительной степени из-за многочисленных травм, которые мешали Брюинз в течение сезона 2007/08. В частности нападающий Патрис Бержерон и вратарь Мэнни Фернандес пропустили почти весь сезон.
Брюинз потерпели поражение в четвертьфинале Восточной конференции в семи матчах от Монреаля, бывшего клуба Клода Жюльена, а Монреаль тренировал Ги Карбонно.

#### Сезон 2008/2009
17 февраля 2009 года Жюльен, обыграв Каролину Харрикайнез со счетом 5:1, одержал свою 200-ю победу, как главный тренера клуба НХЛ.
В сезоне 2008/09 «Мишки» заняли первой место в восточной конференции. В первом раунде плей-офф «Мишки» не оставили ни одного шанса «Монреаль Канадиенс» выиграв четыре встречи подряд. Однако во втором раунде проиграли «Каролине Харрикейнз». Судьба драматического седьмого матча решилась в овертайме, где победную шайбу забросил Скотт Уокер.
18 июня 2009 года Жюльен был награждён призом Джек Адамс Эворд — лучшему тренеру года в НХЛ.

#### Сезон 2009/2010
В плей-офф Бостон Брюинз стала только третьим клубом в истории НХЛ, кто проиграл серию плей-офф, ведя в серии со счетом 3:0 (до этого были Детройт Ред Уингз в 1942, и Питтсбург Пингвинз в 1975). «Мишки» умудрились проиграть Филадельфии Флайерз со счетом 3:4.

#### Сезон 2010/2011
В регулярном сезоне Бостон Брюинз с запасом выиграл Северо-восточный дивизион и в первом раунде плей-офф попал на Монреаль Канадиенс. После двух поражений у себя дома в первых двух матчах Жюльен сделал некоторые изменения в составе и помог своей команде вернуться в серию и «Мишки» выиграли серию в семи играх. В полуфинале Восточной конференции у Бостона появился шанс реабелитироваться за прошлогоднее поражение от Филадельфии Флайерз. Брюинз выиграли все четыре матча серии и вышел в финал Восточной конференции, где также в семи играх одолел «Тампу». А в финале Кубка Стэнли «Мишки» одолели «Ванкувер Кэнакс» в упорной семиматчевой серии.
До плей-офф 2011 он трижды проиграл в семиматчевых сериях, и все эти поражения случились тогда, когда Клод руководил «Бостоном» (от «Монреаля» в 2008, «Каролины» — 2009 и «Филадельфии» в 2010 году). А единственная его победа — в 2004, когда он тренировал «Канадиенс», «Монреаль» обыграл «Бостон». После Кубка Стэнли 2011, где он трижды победил со счетом 4:3, количество побед превысило количество поражений в семиматчевых сериях, и счет стал в пользу Клоду Жюльену (4-3). Также он обошёл по числу побед в плей-офф Дона Черри. У Клода 33 победы, а у Дона Черри всего 31.

#### Сезон 2011/12
В регулярном сезоне 2011/12 Клод Жюльен достиг несколько личных достижений. 17 декабря 2011 года после того, как Бостон одержал очередную победу, он выиграл свой 200-й матч в регулярных сезонах НХЛ. Также этой победой Бостон завершил 41-дневний подъём от самого последнего места в Восточной конференции до первого в конференции. 29 января 2012 года Жюльен со своими помощниками возглавил команду Здено Хары, который представляет Бостон Брюинз, на 59-м матче всех звёзд НХЛ. Для Клода Жюльена это второй матч звёзд НХЛ (первый был в 2009) и первая победа в таком звёздном уикенде.
19 марта 2012 года он провёл свой 400-й матч, как главный тренер Бостон Брюинз. Этот матч завершился разгромом Брюинз над Торонто со счетом 8:0.
В плей-офф Кубка Стэнли Бостон Брюинз проиграл в первом раунде Вашингтону в семи играх.
Несмотря на плохой результат Брюинз в плей-офф 2012, Брюинз подписал с Жюльеном новый многолетний контракт.

#### Сезон 2012/2013
В сезоне 2012/13 Жюльен привел свою команду ко второму финалу Кубка Стэнли в течение последних трех лет. Они победили Торонто Мейпл Лифс в семи играх, а в седьмом матче сделали камбэк со счета 1:4 до 5:4 и выиграли матч в овертайме. Брюинз затем одолели Нью-Йорк Рейнджерс в пяти играх. В финале конференции Брюинз обыграл Питтсбург Пингвинз в четырёх матчах, при чём два матча закончились с сухим счетом. В финале Кубка Стэнли Бостон проиграл Чикаго Блэкхокс в шести матчах.

#### Сезон 2013/2014
В сезоне 2013/14, первый после изменения структуры календаря, команда Жюльена выиграла Президентский кубок — приз лучшей команде регулярного сезона. В плей-офф Бостон проиграл во втором раунде Монреалю.

## Личная жизнь
Жюльен и его жена Карен живут в Лексингтоне, штат Массачусетс. Он свободно разговаривает на двух языках: на французском и английском.

## Тренерская статистика
| Команда            | Год     | Регулярный сезон | Регулярный сезон | Регулярный сезон | Регулярный сезон | Регулярный сезон | Регулярный сезон       | Плей-офф                   |
| Команда            | Год     | И                | В                | П                | T                | Очки             | Место в дивизионе      | Результат                  |
| ------------------ | ------- | ---------------- | ---------------- | ---------------- | ---------------- | ---------------- | ---------------------- | -------------------------- |
| Монреаль Канадиенс | 2002-03 | 36               | 12               | 16               | 3                | 77               | 4-е в Севере-восточном | В плей-офф не попали       |
| Монреаль Канадиенс | 2003-04 | 82               | 41               | 30               | 7                | 93               | 4-е в Севере-восточном | Поражение во втором раунде |
| Монреаль Канадиенс | 2005-06 | 41               | 19               | 16               | -                | 93               | Уволен                 | Уволен                     |
| Нью-Джерси Девилз  | 2006/07 | 79               | 47               | 24               | -                | 107              | Уволен                 | Уволен                     |
| Бостон Брюинз      | 2007/08 | 82               | 41               | 29               | -                | 94               | 3-е в Северо-восточном | Поражение в первом раунде  |
| Бостон Брюинз      | 2008/09 | 82               | 53               | 19               | -                | 116              | 1-е в Северо-восточном | Поражение во втором раунде |
| Бостон Брюинз      | 2009/10 | 82               | 39               | 30               | -                | 91               | 3-е в Северо-восточном | Поражение во втором раунде |
| Бостон Брюинз      | 2010/11 | 82               | 46               | 25               | -                | 103              | 1-е в Северо-восточном | Победа в Кубке Стэнли      |
| Бостон Брюинз      | 2011/12 | 82               | 49               | 29               | -                | 102              | 1-е в Северо-восточном | Поражение в первом раунде  |
| Бостон Брюинз      | 2012/13 | 48               | 28               | 14               | -                | 62               | 2-е в Северо-восточном | Поражение в финале         |
| Бостон Брюинз      | 2013/14 | 82               | 54               | 19               | -                | 117              | 1-е в Атлантическом    | Поражение во втором раунде |
| Всего              | Всего   | 721              | 395              | 236              | 10               | -                |                        |                            |